# گوست‌هاوس
گوست‌هاوس (انگلیسی: Ghosthouse) با نامِ اصلیِ خانه ۳ - گوست‌هاویس (ایتالیایی: La casa 3–Ghosthouse) یک فیلم ترسناک به کارگردانی اومبرتو لنتسی است که در سال ۱۹۸۸ منتشر شد. از بازیگران این فیلم می‌توان به دانلد اوبراین، مری سلرز، لارا وندل اشاره کرد. موفقیت تجاری فیلم سبب شد که دنباله‌ای برای این فیلم به نام افسونگری ساخته شود.